# Brammer (Beckeln)
Brammer ist ein Ortsteil  der Gemeinde Beckeln, die zur Samtgemeinde Harpstedt im niedersächsischen Landkreis Oldenburg gehört. 
Der Ort liegt südöstlich des Kernortes Harpstedt und nordöstlich des Kernortes Beckeln an der Landesstraße L 340. Die nach Norden fließende Annenriede, ein rechtsseitiger Nebenfluss der Delme, hat im Ort ihre Quelle. Nordwestlich erstreckt sich das 59,8 ha große Naturschutzgebiet Brammer und südlich das etwa 57 ha große Naturschutzgebiet Bassumer Friedeholz.

## Sehenswürdigkeiten
- In der Liste der Naturdenkmale in Harpstedt sind für Brammer drei Naturdenkmale aufgeführt: 
  - Das  45850 m² große Naturdenkmal Schlatt bei Brammer (♁52° 53′ 6,4″ N, 8° 38′ 9,9″ O; ND 461) ist ein Schlatt mit Birken-Kiefernbruchwald, Schwingrasen und Hochmoorvegetation.
  - Das 7500 m² große Naturdenkmal Schlatt am „Hakeskamp“ (♁52° 53′ 23,3″ N, 8° 38′ 8,2″ O; ND 460) ist ein entwässerter Birkenbruchwald mit einigen eingelagerten, überwiegend trockenen Torfstichen.
  - Das 10450 m² große Naturdenkmal Schlatt am Annengraben (♁52° 53′ 46,1″ N, 8° 37′ 34,7″ O; ND 458) ist ein entwässerter Birkenbruchwald mit eingelagerten Handtorfstichen.
- In der Liste der Baudenkmale in Beckeln ist für Brammer kein Baudenkmal aufgeführt.